# Cytheropteron yorktownensis
Cytheropteron yorktownensis is een mosselkreeftjessoort uit de familie van de Cytheruridae. De wetenschappelijke naam van de soort is voor het eerst geldig gepubliceerd in 1946 door Bold.